# Chibolo
Chibolo – miasto w Kolumbii, w departamencie Magdalena.